# Distrito de Jinja
Jinja es un distrito localizado en Uganda, más específicamente en la región del este de dicho país africano. Su población está compuesta con 413.937 habitantes (cifras del censo realizado en 2002).
Como casi todos los distritos ugandeses debe su nombre a su ciudad capital, la ciudad de Jinja, que además de ser el sector más habitado del distrito, es el centro económico del distrito de Jinja y un destino turístico de Uganda.

## Geografía
Las fronteras de Jinja en el norte son compartidas con los distritos de Kayunga y Kamuli, en el oeste con Mukono, Iganga en el este y Mayuge en el sureste. El distrito se subdivide en once subdistritos.
Su superficie es de 768 kilómetros cuadrados.
- Datos: Q983748
- Multimedia: Jinja District / Q983748